# Ilok

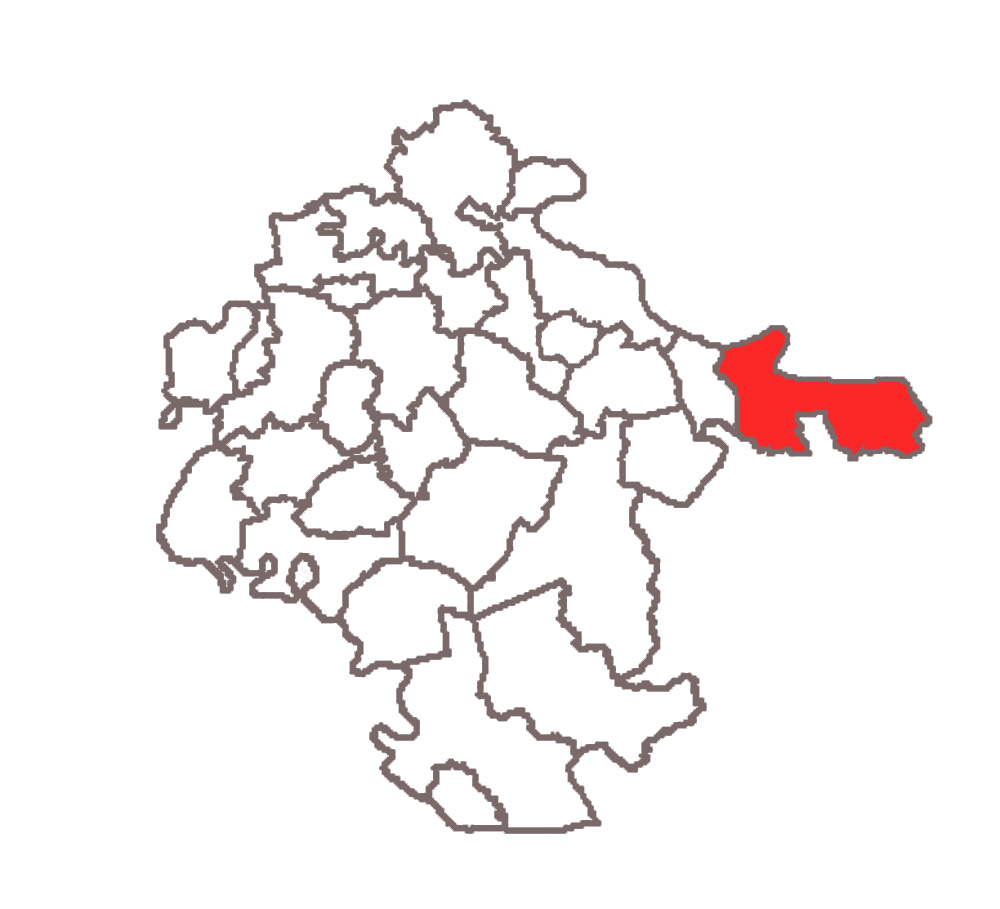
Lage der Stadt Ilok in der Gespanschaft Vukovar-Syrmien

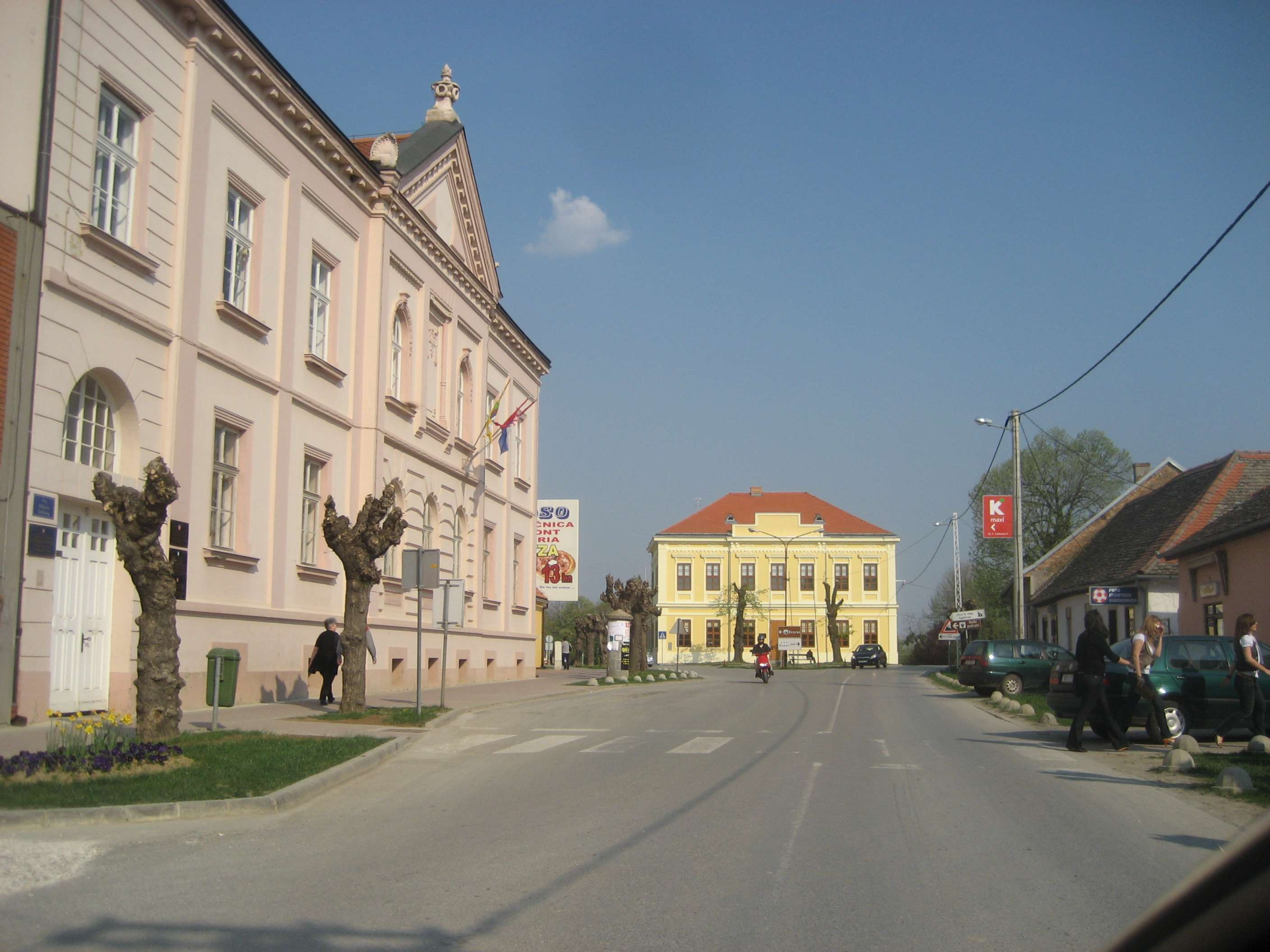
Stadtzentrum

Ilok (deutsch (veraltet) Illok oder Wylak, ungarisch Újlak) ist die östlichste Stadt und Gemeinde Kroatiens. Die Stadt befindet sich in der Gespanschaft Vukovar-Syrmien und sie liegt an einem Hügel oberhalb der Donau, welche die Grenze zur serbischen Provinz Vojvodina bildet. Gemäß der Volkszählung von 1991 leben in der Stadt Ilok 5897 Menschen und in der Gemeinde insgesamt 8351. In der für Tagesausflügler interessanten Stadt befinden sich ein Franziskanerkloster sowie weitere historische Sehenswürdigkeiten.
Die Stadt ist durch eine Donaubrücke mit der Stadt Bačka Palanka in der serbischen Provinz Vojvodina verbunden.

## Geschichte
Das Gebiet des heutigen Ilok wurde zuerst in der Jungsteinzeit und der Bronzezeit besiedelt. Zu Zeiten der Römer wurde das Kastell Cuccium als Grenzbefestigung der Provinz Pannonien am Donaulimes errichtet. Die Slawen begannen sich im 6. Jahrhundert anzusiedeln. Das Gebiet kam später unter die Herrschaft Bulgariens und danach zum Königreich Ungarn.
Im 12. und 13. Jahrhundert wurde Ilok urkundlich unter den Bezeichnungen „Iwnlak, Vilak, Vylok, Wyhok, und Wylak“ erwähnt. Im Jahr 1526 kam die Stadt unter die Herrschaft der Osmanen. Während der Herrschaft der Türken war Ilok die Hauptstadt des Sandschaks Syrmien. Im Jahr 1697 nach der Schlacht bei Zenta wurde die Stadt von den Türken befreit und kam unter die Militärverwaltung der Habsburgermonarchie.
Im 18. Jahrhundert und bis zum Ende des Ersten Weltkrieges gehörte der Ort zum Komitat Syrmien und im Jahr 1918 wurde die Region ein Teil des neu entstandenen Staates der Slowenen, Kroaten und Serben. Kurze Zeit später gehörte Ilok zum Königreich Jugoslawien und am Ende des Zweiten Weltkrieges im Jahr 1945 folgte dann die Eingliederung des Ortes in die SFR Jugoslawien.
Am 17. Oktober 1991 wurden Nicht-Serben von den Truppen der Jugoslawischen Volksarmee und serbischen Paramilitärs zu Beginn des Kroatienkrieges vertrieben, deren Häuser geplündert und verwüstet und die Stadt der Republik Serbische Krajina angeschlossen. Das Gebiet wurde entsprechend dem 1995 abgeschlossenen Abkommen von Erdut bis 1998 wieder vollständig nach Kroatien integriert.

## Bevölkerung
| Bevölkerungsentwicklung | Bevölkerungsentwicklung | Bevölkerungsentwicklung | Bevölkerungsentwicklung | Bevölkerungsentwicklung | Bevölkerungsentwicklung | Bevölkerungsentwicklung | Bevölkerungsentwicklung | Bevölkerungsentwicklung | Bevölkerungsentwicklung | Bevölkerungsentwicklung | Bevölkerungsentwicklung | Bevölkerungsentwicklung | Bevölkerungsentwicklung | Bevölkerungsentwicklung | Bevölkerungsentwicklung | Bevölkerungsentwicklung | Bevölkerungsentwicklung |
| ----------------------- | ----------------------- | ----------------------- | ----------------------- | ----------------------- | ----------------------- | ----------------------- | ----------------------- | ----------------------- | ----------------------- | ----------------------- | ----------------------- | ----------------------- | ----------------------- | ----------------------- | ----------------------- | ----------------------- | ----------------------- |
| 1857                    | 1869                    | 1880                    | 1890                    | 1900                    | 1910                    | 1921                    | 1931                    | 1948                    | 1953                    | 1961                    | 1971                    | 1981                    | 1991                    | 2001                    | 2011                    | 2021                    |                         |
| 3110                    | 3776                    | 3489                    | 4288                    | 4387                    | 4856                    | 5475                    | 5809                    | 5361                    | 5696                    | 6193                    | 6683                    | 6700                    | 6775                    | 5897                    | 5072                    | 4861                    |                         |

Laut der Volkszählung 2011 lebten zu diesem Zeitpunkt in Ilok 76,68 % Kroaten, 13,82 % Slowaken,06,49 % Serben und01,15 % Magyaren.

## Sehenswürdigkeiten
- Die Burg Ilok wurde Mitte bis Ende des 15. Jahrhunderts auf einem Berg über der Stadt Ilok erbaut. Das Gebäude ist heute auf drei Seiten von Mauern und Türmen umgeben, während die vierte und westliche Seite zum unteren Teil der Anlage hin offen ist. Die Gesamtlänge der Wehrmauer beträgt 800 m und ist die längste und am besten erhaltene mittelalterliche Festung auf dem Festland von Kroatien. Die Festungsmauer besteht aus runden Türmen, Halbtürmen und quadratischen Türmen, die mit der Mauer verbunden sind.[9]
- Das Franziskanerkloster mit Kirche wurde zwischen 1339 und 1394 erbaut. Das Kirchengebäude ist mit einschiffigem Innenraum sowie mit polygonalem Altarraum versehen und erhielt sein heutiges Aussehen zwischen 1907 und 1913. Die Pläne für die intensive Renovierung und den Umbau zu der Zeit stammen vom Architekten Hermann Bollé aus Zagreb.[10]
- In der Kirche befindet sich die Kapelle des Heiligen Johannes Capistranus der 234 Jahre nach seinem Ableben heiliggesprochen wurde. Der Leichnam verschwand während der türkischen Besetzung von Ilok und es ist bis heute nicht genau bekannt was mit ihm geschah und wo er sich befindet.[11][12]
- Neben der Burg, in einer Parkanlage, befindet sich ein türkisches Bad das als öffentliches Dampfbad genutzt wurde. Es entstand während der türkischen Herrschaft in der Zeit zwischen 1526 und 1688. Ursprünglich bestand das Hamam aus fünf miteinander verbundenen Räumen, die mit Wandverzierungen dekoriert waren.[13]
- Das Schloss der italienischen Adelsfamilie Odescalchi befindet sich im nordwestlichen Teil der Burganlage, das auf den Fundamenten der alten Burg von Ilok erbaut wurde. Es handelt sich um ein dreiflügeliges und zweistöckiges Gebäude mit Stilmerkmalen aus dem 18. Jahrhundert. Im Erdgeschoss sowie im ersten Stock bestehen die Räume aus einem Tonnengewölbe und im zweiten Stock befindet sich eine Decke mit Holzbalken.[14]
- Das türkische Mausoleum Turbe ist ein Grabbau das während der osmanischen Herrschaft von 1526 bis 1688 errichtet wurde. Das Bauwerk mit quadratischem Grundriss liegt südöstlich der Festung. Die vier Säulen tragen geschwungene Spitzbögen über denen sich ein Dach mit einer Kuppel befindet. Neben diesem Bauwerk befand sich zu damaliger Zeit eine Moschee und ein Brunnen für rituelle Waschungen.[15]
- Der Getreidespeicher in Ilok wurde in der zweiten Hälfte des 18. Jahrhunderts erbaut und war Teil des Wirtschaftsgebäudekomplexes der Adelsfamilie Odeschalchi. Das Gebäude hat einen rechteckigen Grundriss und besteht aus vier Etagen. Das Erdgeschoss und das erste Obergeschoss sind breiter als der obere Teil des Gebäudes. Die Außenwände bestehen komplett aus Ziegeln und der Innenraum ist vollständig mit Holz verkleidet.[16]
- Etwa 4 Kilometer südlich des Stadtzentrums befindet sich ein Aquädukt das zwischen dem 1. und 5. Jahrhundert n. Chr. von den Römern erbaut wurde. Im 16. Jahrhundert wurde die antike Wasserleitung von den Osmanen restauriert und war bis zum 18. Jahrhundert in Gebrauch.[17]

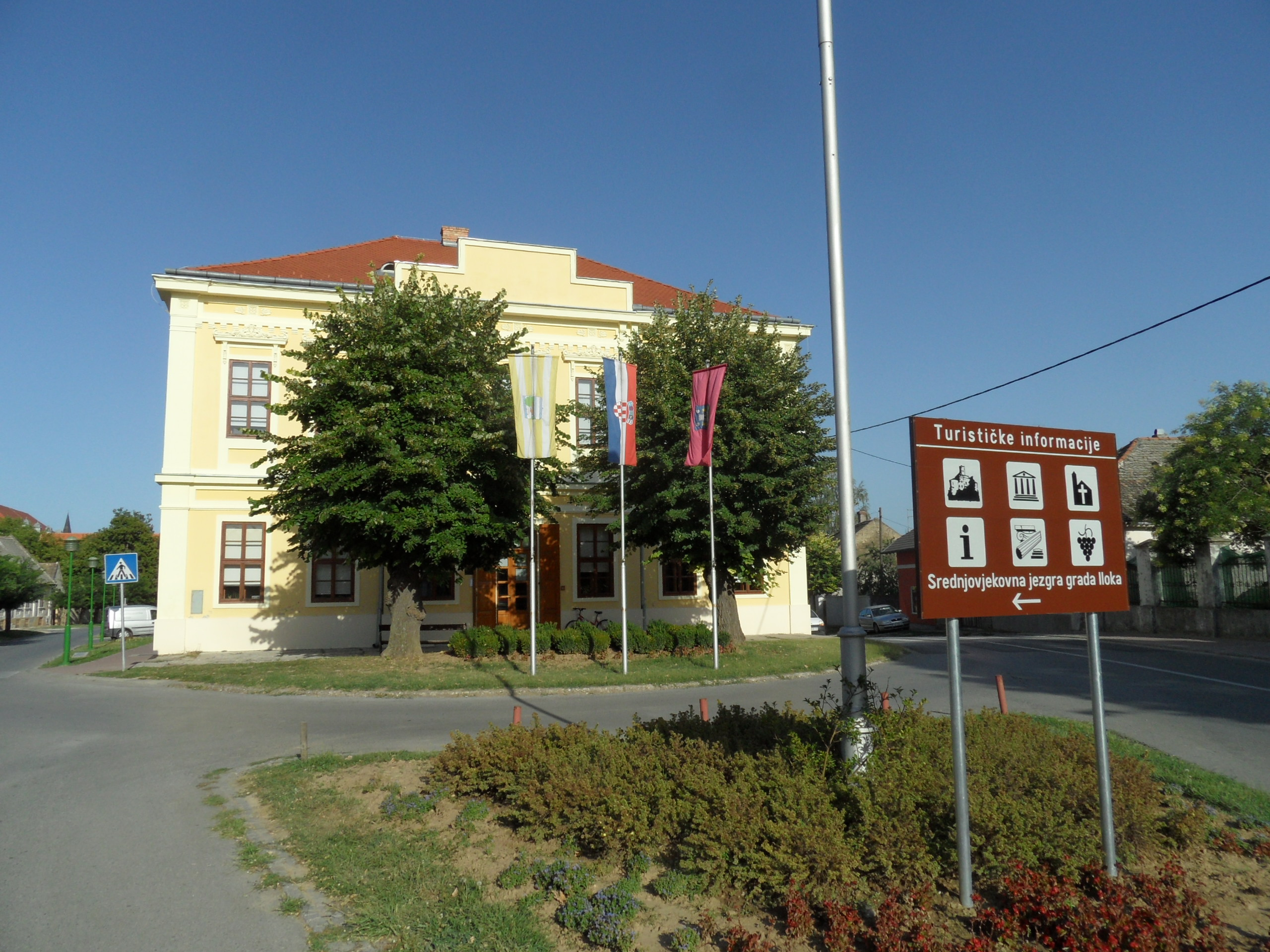
Rathaus
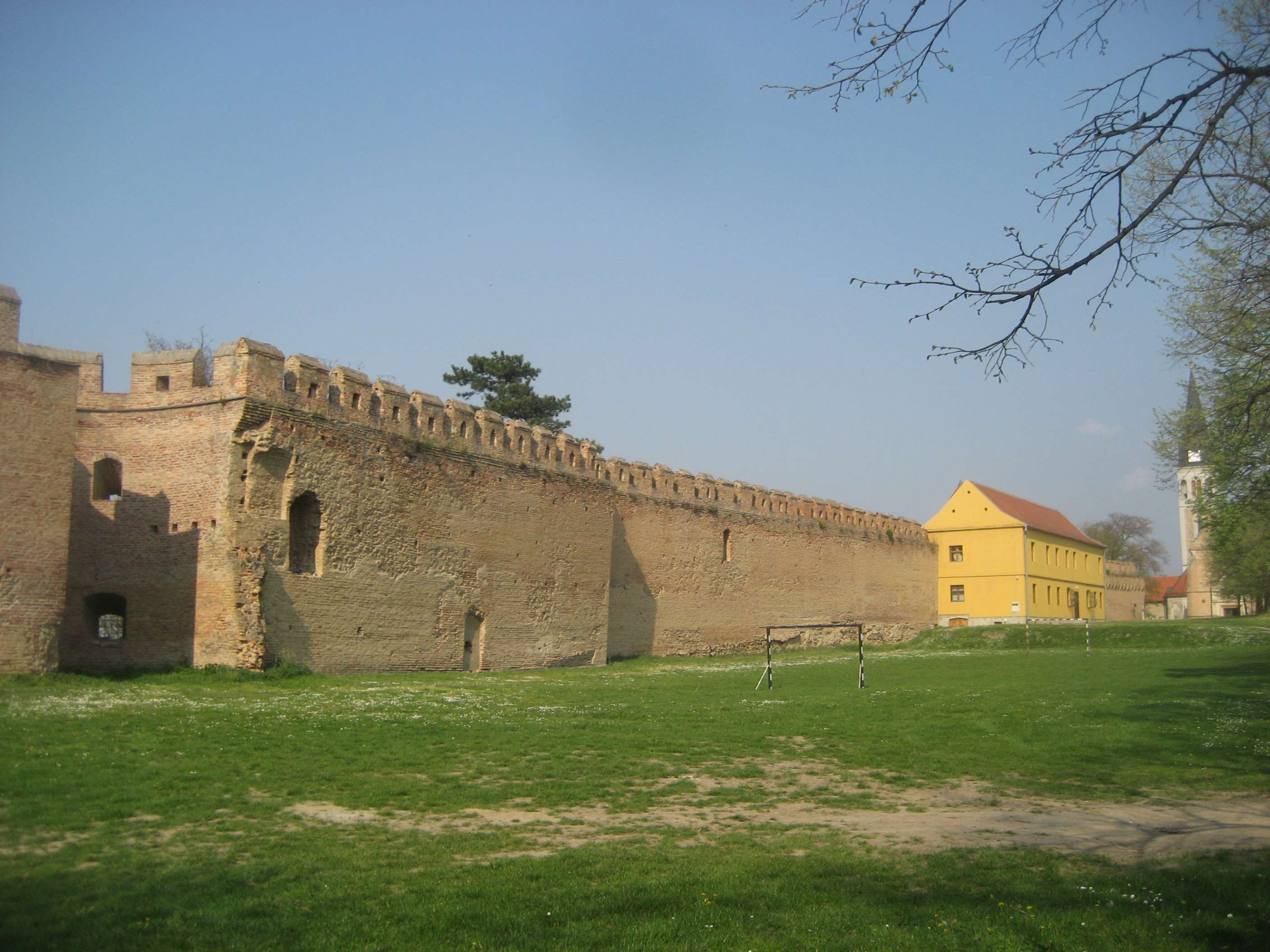
Wehrmauer der Festung
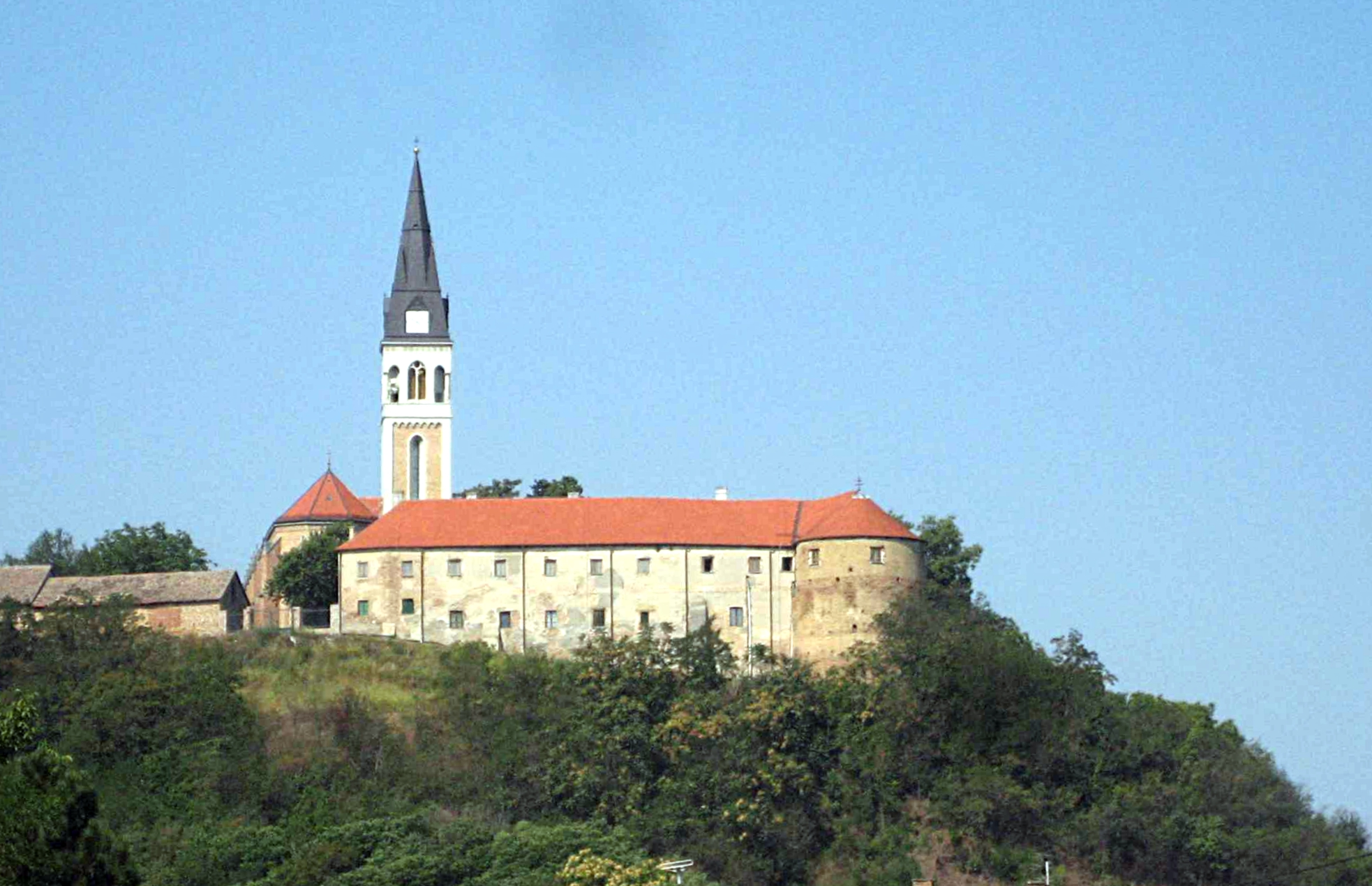
Burg oberhalb von Ilok
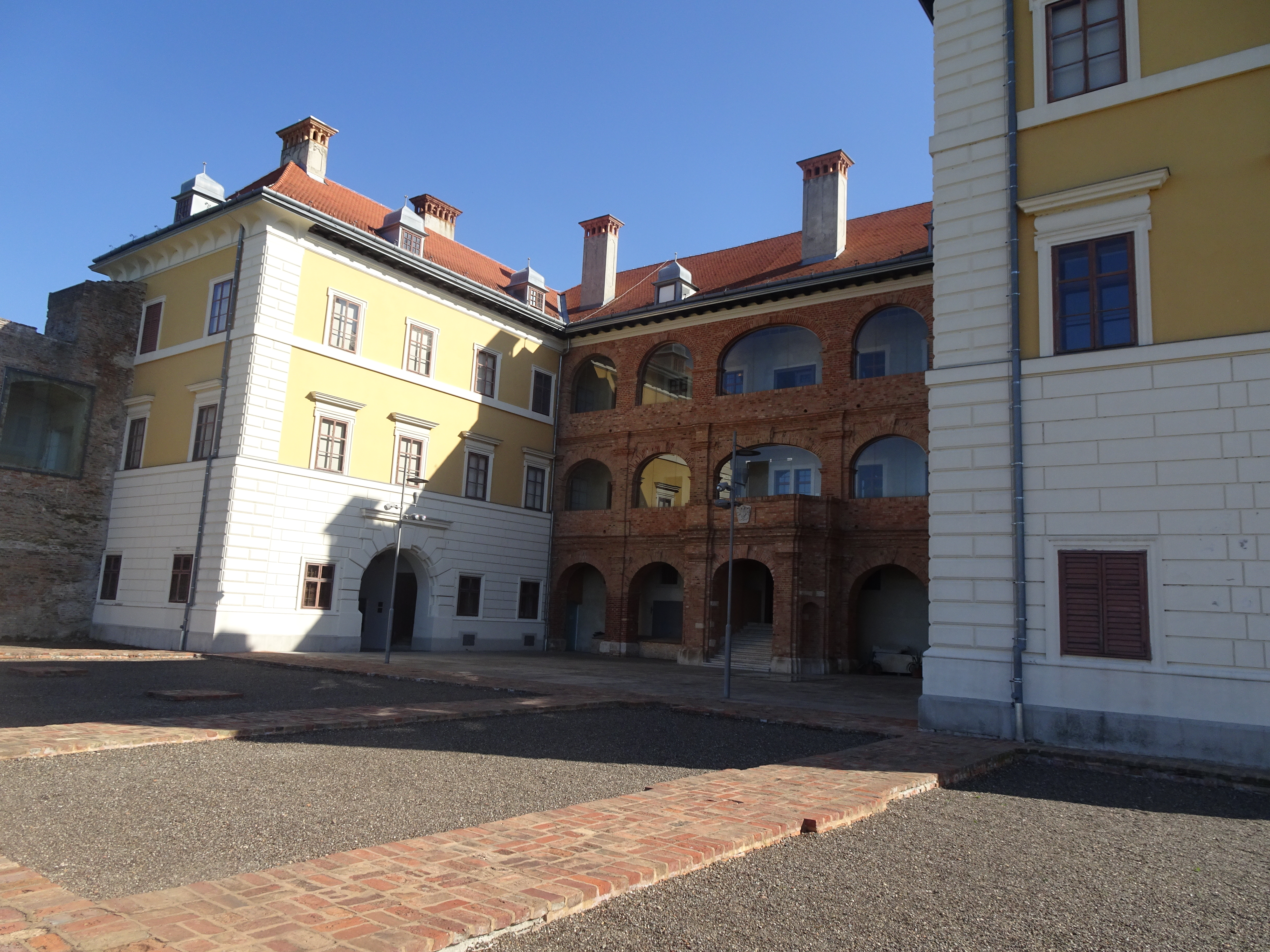
Schloss Odescalchi
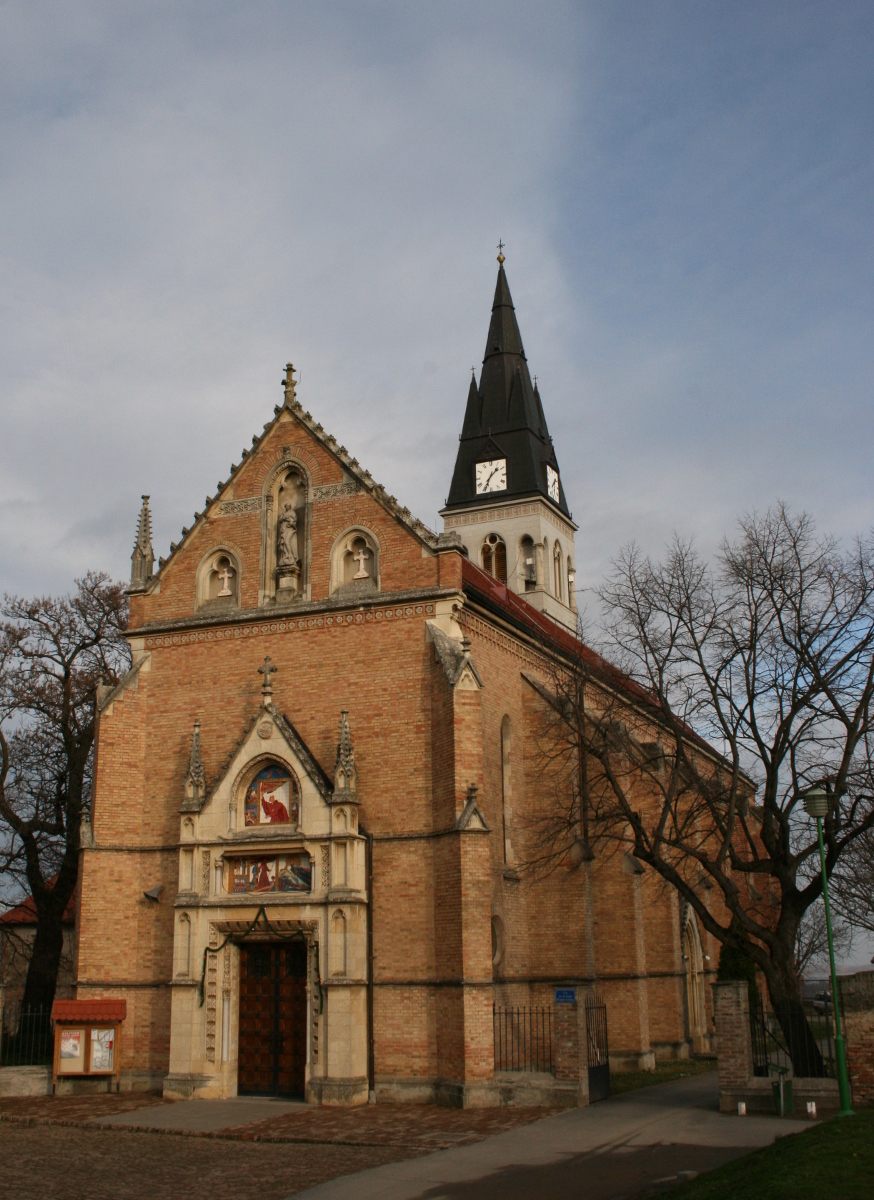
St. Kapistran Kirche
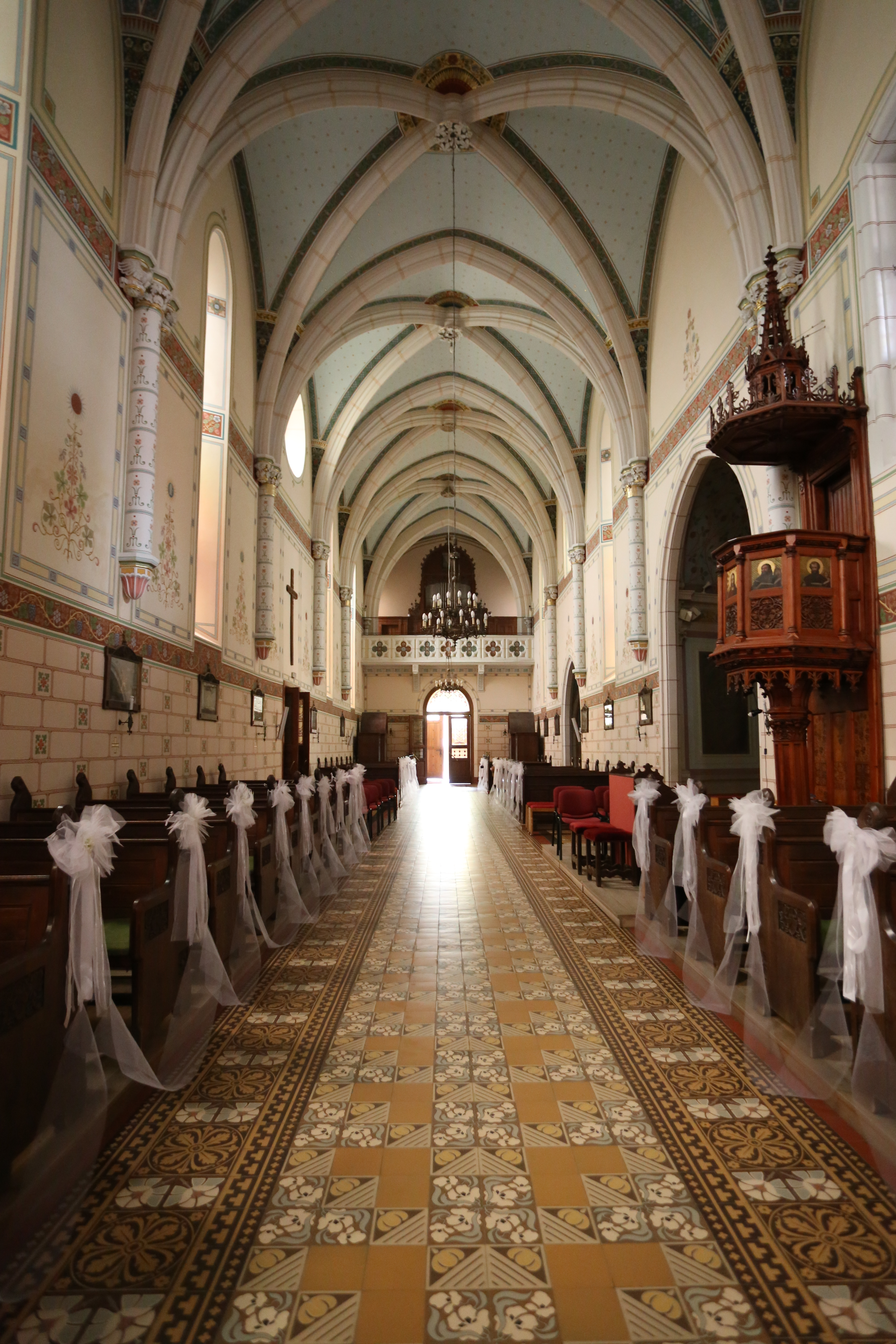
Innenansicht katholische Kirche
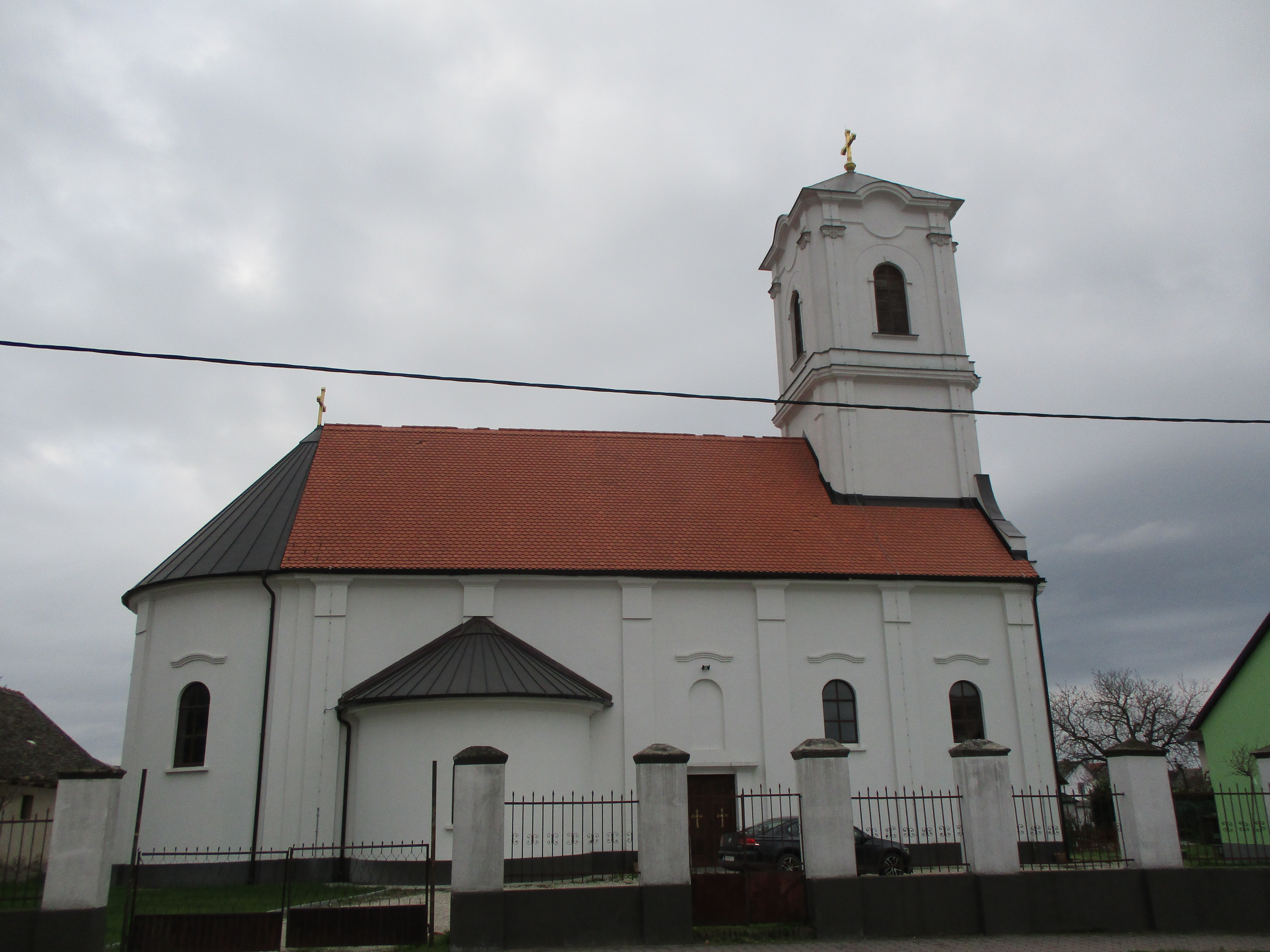
Orthodoxe Kirche
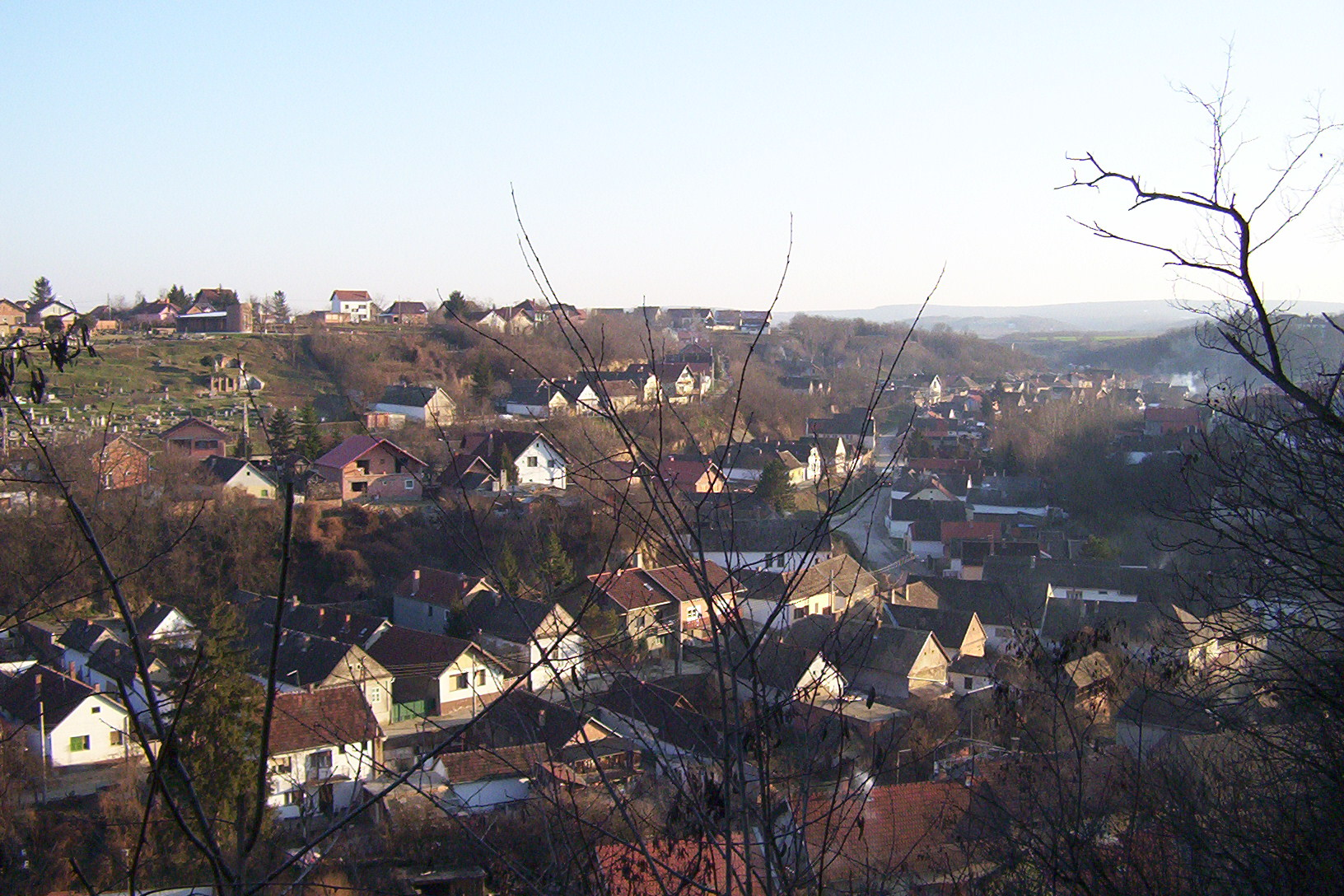
Ansicht von Ilok
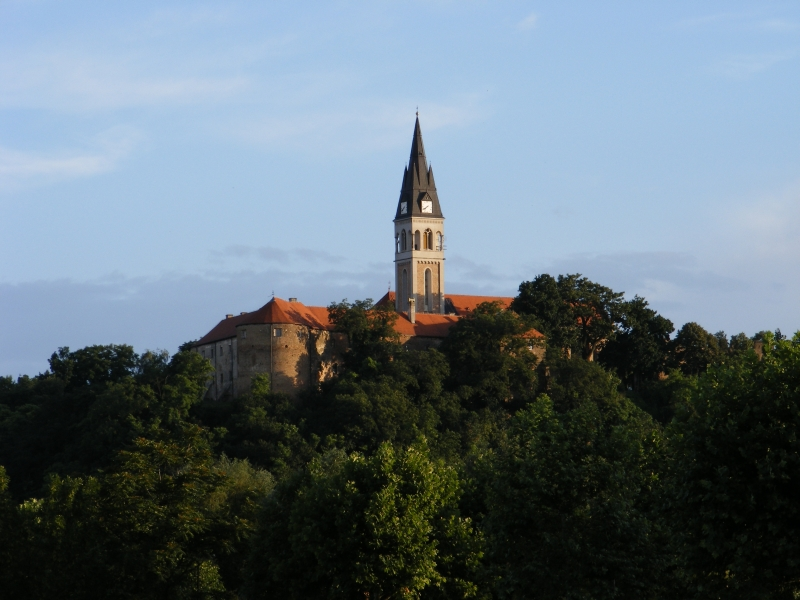
Kloster mit Festung
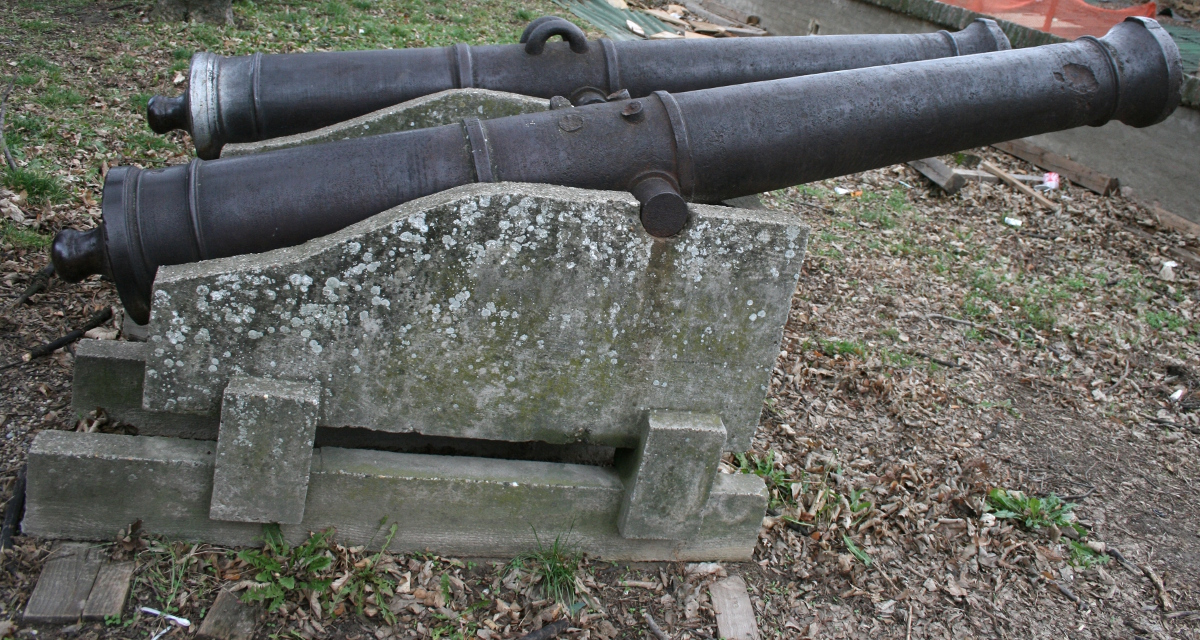
Kanonen der Festung
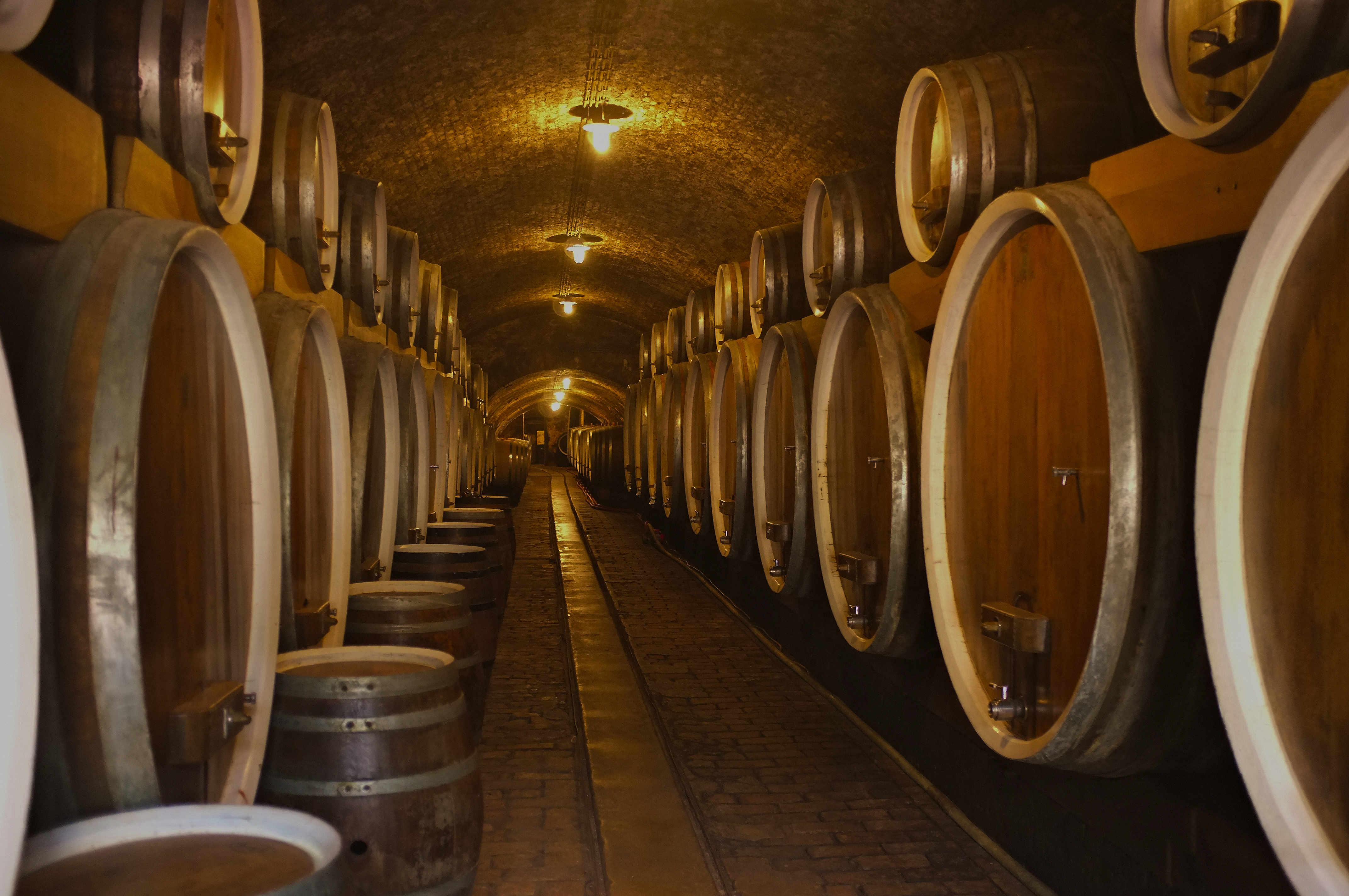
Weinkeller eines ehemaligen Weingutes

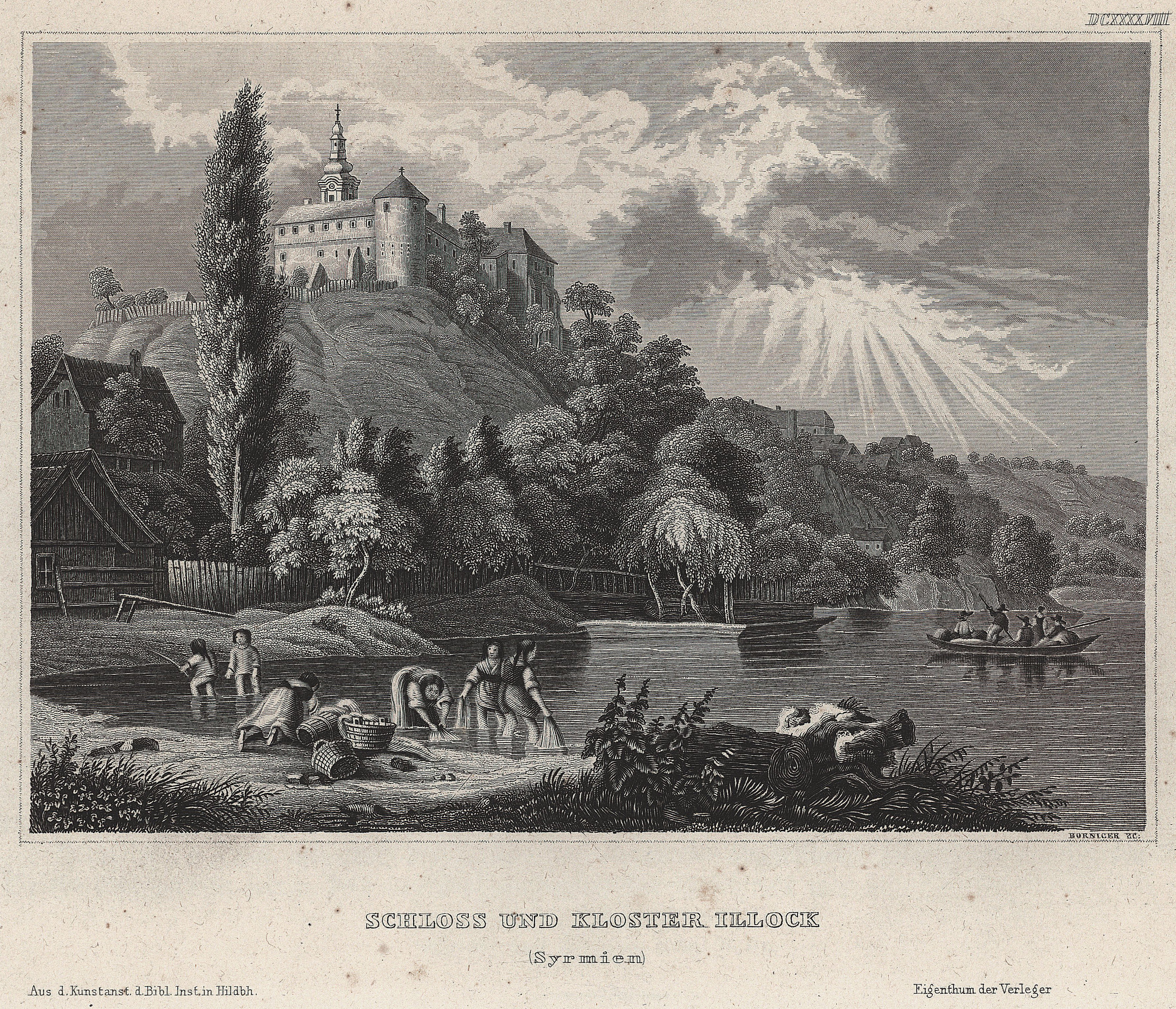
Schloß und Kloster Ilok um 1850

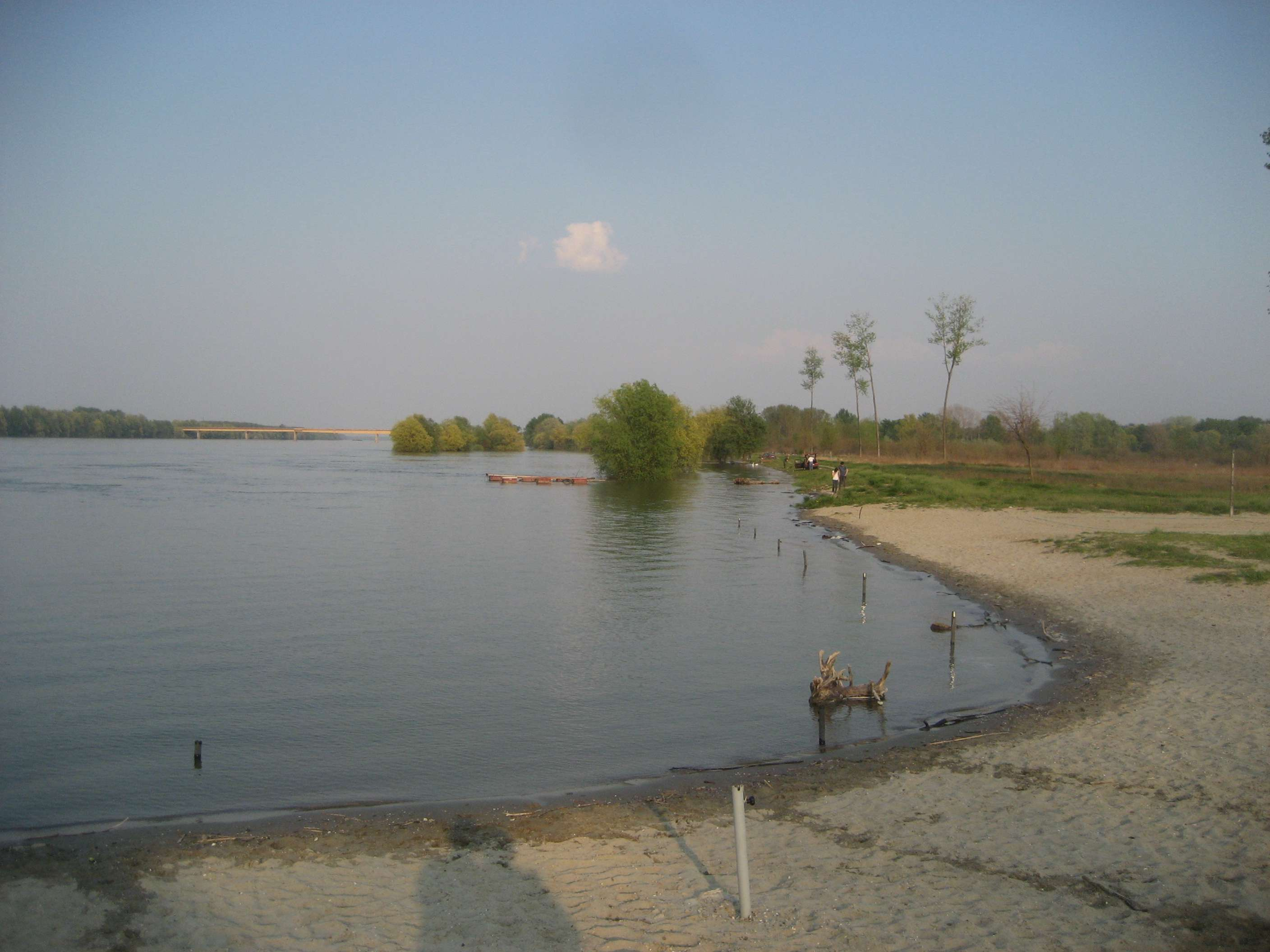
Donaustrand

## Bildung
In der Stadt Ilok gibt es heute die Grundschule „Julije Benešić“ sowie eine Mittelschule mit vielen Ausbildungsrichtungen und dem Schwerpunkt Weinbau.

## Wirtschaft
Ilok ist ein regionales Zentrum des Weinbaus. Es werden vor allem die Rebsorten Traminer, Riesling, Burgunder und Graševina angebaut.

## Tourismus
Bedeutende kulturelle und historische Bauwerke an der Grenzlinie zwischen der östlichen und westlichen Kunst sowie zahlreiche Relikte islamischer Architektur machen Ilok zu einer interessanten Kleinstadt in diesem Teil Kroatiens.

## Kulturvereine
Im kroatischen Vereinsregister „Registar udruga Republike Hrvatske“ sind 35 Vereine mit Sitz in Ilok registriert (Stand: IX/2023):
- Kroatischer Rentnerverband
- Verein „Weintraube Srijem“
- Verein „Donau und Wein“
- Freiwillige Feuerwehr
- Kultur- und Kunstverein „Julije Benešić“
- Verein „Hrvatska Matica“
- Jugendverein „Volja“
- Verein der Gehörlosen und Schwerhörigen
- Verband der Innovation „Tesla“
- Pferdezuchtverein „Kadij“
- Verein „Ivana“
- Verein „Orthodoxe Kroatiens“
- Kroatisches Rotes Kreuz
- Verein „Matica slovačka Radoš“
- Verein „Cuccium“
- Tourismusverein „Besuch Sie Ilok“
- Verein der kroatischen Kriegsversehrten
- Kulturverein „Matica slovačka Ilok“

## Sportvereine
- Tischtennisverein Ilok
- Jagverein „Stadt Ilok“
- Sportfischerverein „Ilok“
- Frauenhandballverein
- Fußballverein „Fruškiorac“
- Handballverein Ilok
- Motorradklub Ilok
- Tanzgardeverein „Mažoretkinje Grad Ilok“
- Tennisklub Ilok
- Basketballverein Ilok
- Dartclub Ilok
- Ruderverein „Dunavska Čikla“
- Fußballschule Tomislav Bošnjak
- Schachklub Ilok
- Sportfischerverein „Karpfen“
- Jagdverein „Srndać“
- Bergsteigerverband „Liska“

## Partnergemeinden
- Lieboch (Österreich)

## Bekannte Personen
- Mladen Barbarić (1873–1936), kroatischer Schriftsteller
- Ante Bakter  (* 24. September 1970), Maler
- Johannes Capistranus  (1386–1456), Wanderprediger und Inquisitor, starb in Ilok